# سالومه
سالومه (به یونانی: Σαλωμη) (به عبری: שלומית) دختر هردوس دوم و هرودیاس (که بعداً با هردوس آنتیپاس برادر خوانده هردوس ازدواج کرد). در عهد جدید (انجیل مرقس ‎۶: ۱۷–۲۹ و انجیل متی ‎۱۴: ۳–۱۱) از وی به عنوان زنی اغواگر تصویر شده که باعث مرگ یوحنای معمدان می‌شود. سالومه در مجلس جشن هردوس با رقص خود پدرخوانده و اهل مجلس را شاد کرده و به تحریک مادرش سر یوحنا (یحیی) را درخواست کرد. در منابع باستانی، یوسفوس فلاویوس از وی و ارتباطات خانوادگی وی یاد کرده‌است.
سیارک سالومه ۵۶۲ به نام او نام‌گذاری شده‌است.

## نگارخانه

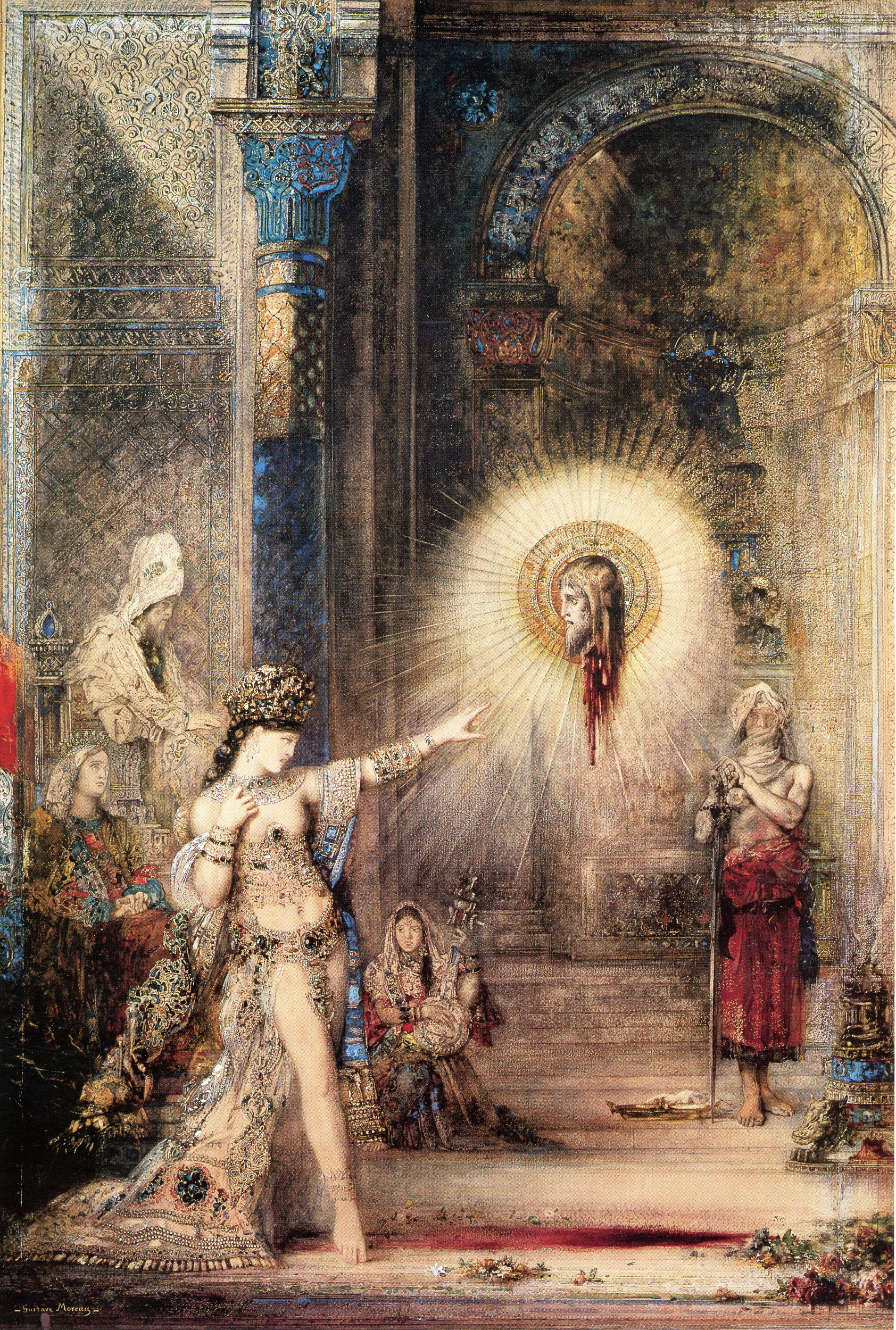
سالومه، نقاشی از گوستاو مورو
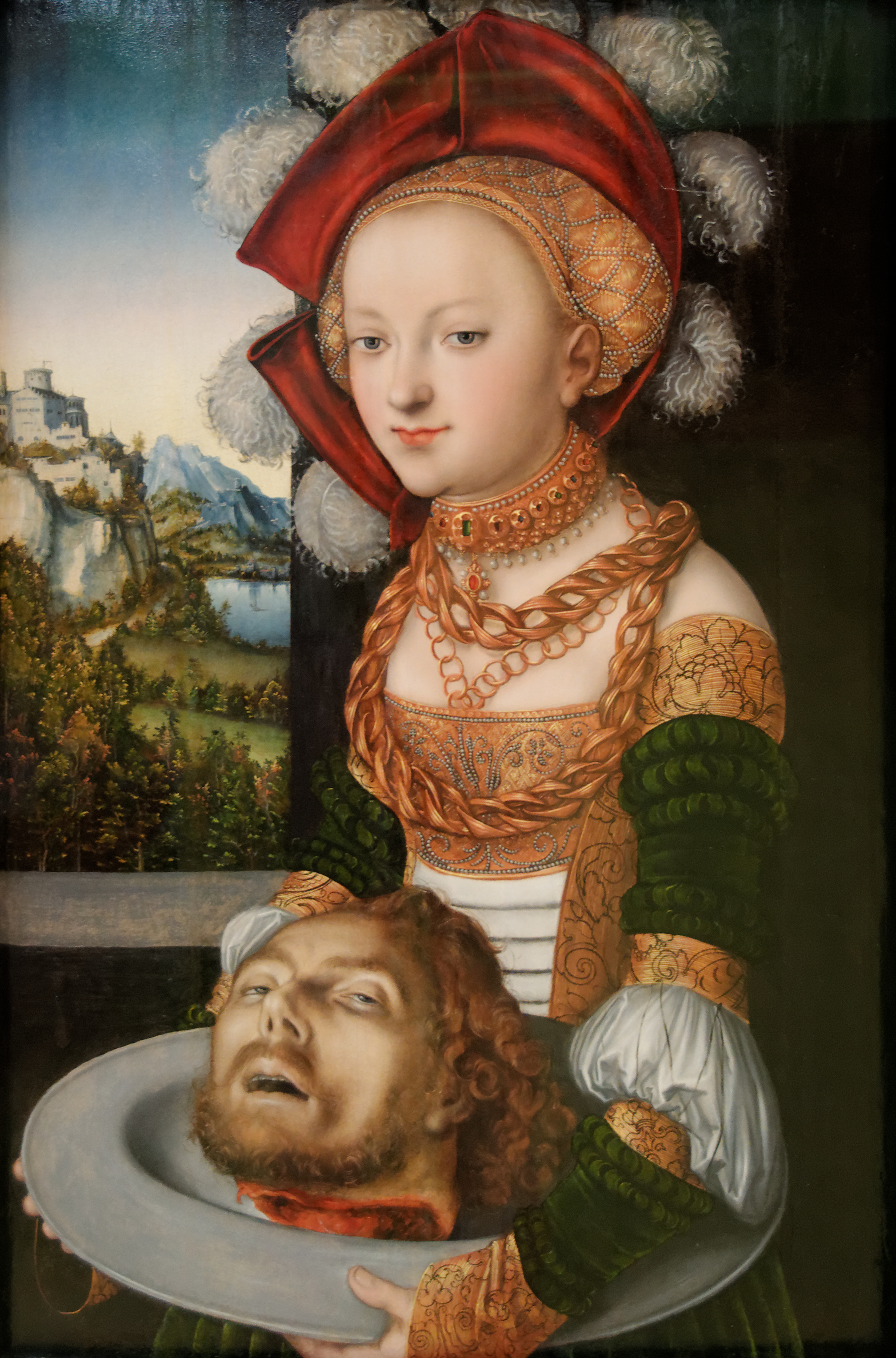
سالومه، نقاشی از لوکاس کراناخ
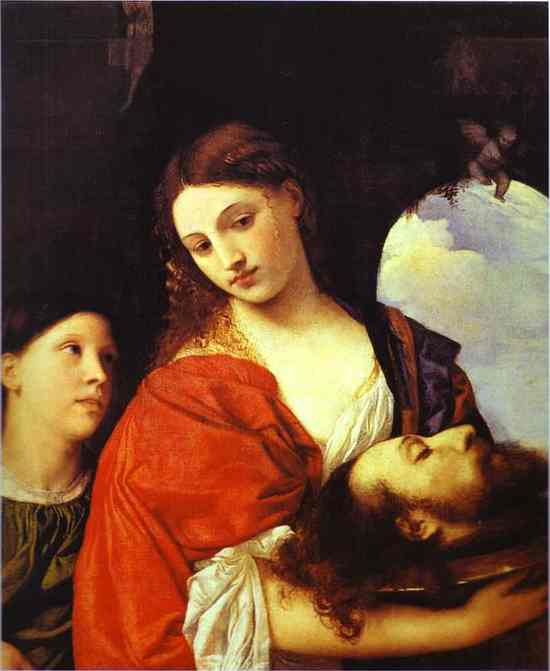
سالومه، نقاشی از تیسین
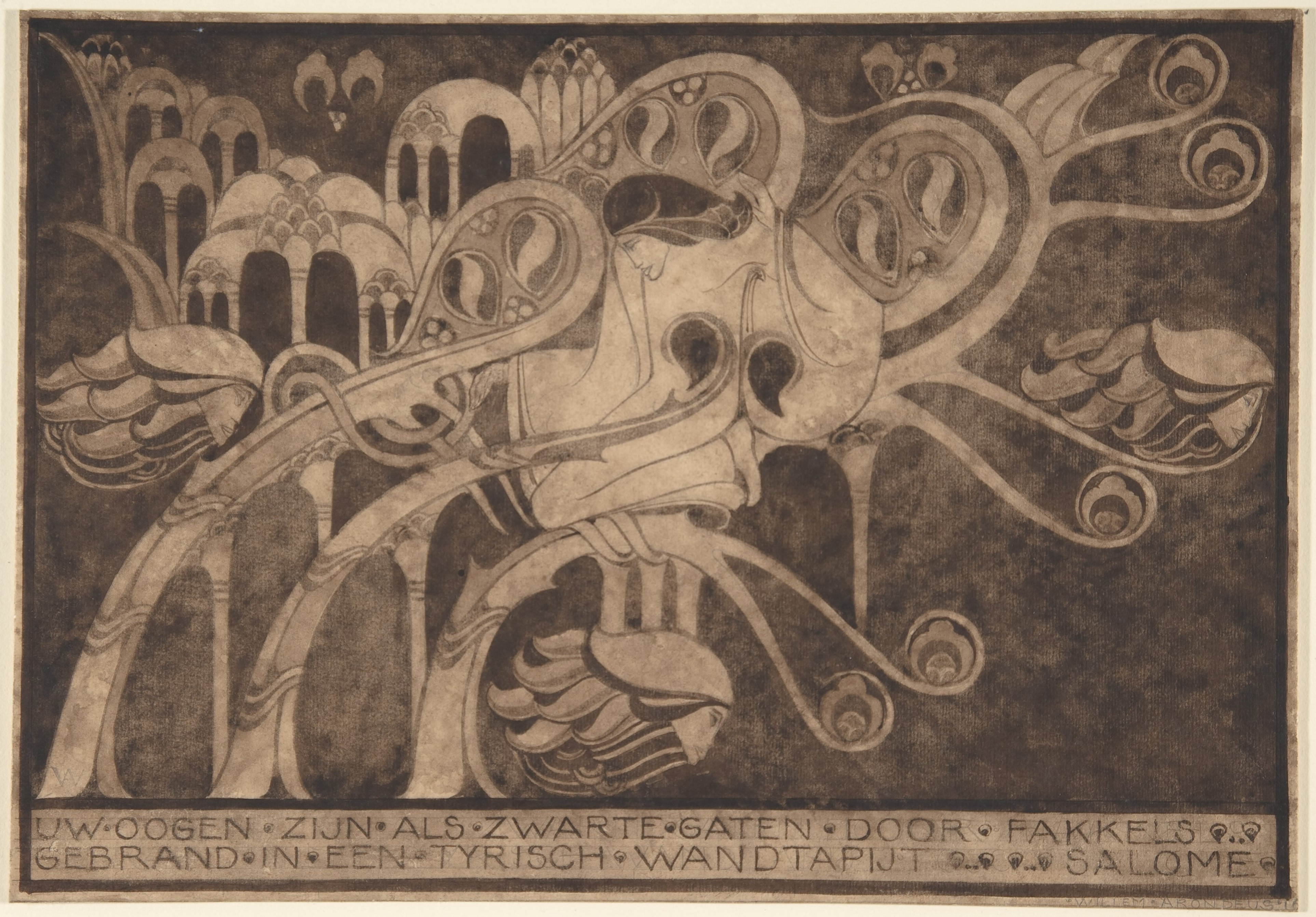
سالومه، نقاشی از ویلم آراندیوس